# Чунатундра
Чунатундра — горный массив в Мурманской области. Высшая точка — гора Эбручорр (1114 м над уровнем моря). Расположен западнее озера Имандра. Входит в Лапландский заповедник. Сложен изверженными породами. Склоны гор покрыты лесной растительностью. Вершины плоские, каменистые. Крупнейшие вершины: Камлагчорр (1064 м), Ыллчорр (940 м), Сейднотчорр (806 м), Керкчорр (886 м), Руапнюн (685 м) и др. По западной стороне массива протекает река Чуна. У подножия гор множество озёр, крупнейшие из которых: Чунозеро, Сейдъявр, Вите, Мяское, Чингльсъявр, Туяпъявр и Ельявр. Граничит с горным массивом Мончетундра (на востоке). На севере переходит в Волчьи Тундры. На западе Чунатундра долиной реки Чуна отделена от массива Нявка Тундра.